# Henrik af Æmeltorp
 Der er for få eller ingen kildehenvisninger i denne artikel, hvilket er et problem. Du kan hjælpe ved at angive troværdige kilder til de påstande, som fremføres i artiklen.

Henrik af Æmeltorp (omtales 1253) var en tysk ridder, der i et års tid spillede en vigtig rolle i Danmark. Da Abel var faldet på sit frisertog (29. juni 1252), bemægtigede hans broder Christoffer sig riget, skønt han havde lovet at støtte Abels søn Valdemar til at få tronen; dennes morbrødre i Holsten tog sig da af hans sag, og også de brandenborgske fyrster skulle have hjulpet ham.
På den tid optræder Henrik af Æmeltorp, der tillige med sin broder Bertold tidligere havde stået i tjeneste hos meklenborgske fyrster, som modstander af Christoffer; om han allerede af Abel er blevet indkaldt til Danmark eller er blevet udsendt som partigænger af den unge Valdemars tyske venner, må stå hen. I 1252 satte han sig i besiddelse af Møn og Falster, hvor han gjorde et stort bytte; året efter bemægtigede han sig Skælskør, og Christoffer, som gik imod ham, blev første gang slået så grundigt, at han måtte flygte helt over til København, hvis porte biskop Jakob Erlandsen endda lukkede for ham. Inden årets udgang lykkedes det dog kongen at fordrive Henrik af Æmeltorp fra Skælskør, og formodentlig er han vendt tilbage til Tyskland; blandt det krigsbytte, han førte med sig, vidste man at nævne en kolossal tand, som sagnet tillagde Stærkodder.
Ved senere historikeres gætninger er Henrik af Æmeltorp kommet til at spille en meget længere rolle i Danmark. Den lybske krønikeskriver Herman Korner i det 15. århundrede forveksler Christoffer med Abel, mod hvem han da lader Henrik af Æmeltorp kæmpe, og Svaning og Huitfeldt, der således måtte tro, at Henrik af Æmeltorp havde stået både Abel og Christoffer imod, gør ham derfor til en trofast tilhænger af Erik Plovpenning og lader ham af denne blive indsat som høvedsmand på det vigtige Rendsborg. Fra Korner stammer også den tanke, at Henrik af Æmeltorp var en ditmarsker, idet han i hans navn mener at se byen Meldorp, noget, der ligeledes har givet anledning til mange udpyntninger; i virkeligheden er Henrik af Æmeltorps slægthjem Emmelndorf i Hannover, syd for Hamborg.